# Chalcionellus turcicus
Chalcionellus turcicus är en skalbaggsart som först beskrevs av Sylvain Auguste de Marseul 1857.  Chalcionellus turcicus ingår i släktet Chalcionellus och familjen stumpbaggar. Inga underarter finns listade i Catalogue of Life.